# Андска област Колумбије
Андска област обухвата колумбијски део планинског венца Анди. У овој области се налазе највећи урбани центри у Колумбији. Пре доласка Европљана овде су се налазиле најзначајније урођеничке цивилизације у Колумбији. Иза Колумбијског масива у југозападним департманима Каука и Нарињо, Колумбијски Анди се гранају у три правца позната као кордиљери (шп. cordilleras), што на шпанском значи планински венац. Ови планински венци су познати као Западни Кордиљери, пружају се уз обалу Тихог океана и на њима се налази Кали; Централни Кордиљери, пружају се између долина рекâ Каука и Магдалена, на њима су смештени градови Медељин, Манизалес, Переира и Арменија; и Источни Кордиљери (шп. Cordillera Oriental) протежу се ка северу и истоку, на њима се налазе градови Богота, Букараманга и Кукута.